# Фољијано (Перуђа)
Фољијано је насеље у Италији у округу Перуђа, региону Умбрија.
Према процени из 2011. у насељу је живело 189 становника. Насеље се налази на надморској висини од 811 м.